# Меркато (Салерно)
Меркато (итал. Mercato) је насеље у Италији у округу Салерно, региону Кампанија.
Према процени из 2011. у насељу је живело 8473 становника. Насеље се налази на надморској висини од 186 м.